# 全国高等学校家庭クラブ連盟
全国高等学校家庭クラブ連盟（ぜんこくこうとうがっこうかていクラブれんめい、英: Future Homemakers of Japan、FHJ）は、東京都に事務局を置く、家庭科や総合学科をもつ高等学校に属する生徒の団体である。略して、家庭クラブ、家クと呼ばれる。

## 歴史
戦後、学制改革に伴い家庭高等学校ごとに家庭クラブの組織づくりが進められ、都道府県単位での組織も成立するようになった。元々、米国には、アメリカ合衆国家庭クラブ連盟（英: Future Maker of America、FHA、現在は FCCLA に改称）があり、これが手本にされた。
1953年8月に FHJ の結成大会が行われた。